# Passerina (vitigno)
La Passerina è un vitigno a bacca bianca, originario dell'area del medio Adriatico. 

## Ampelografia

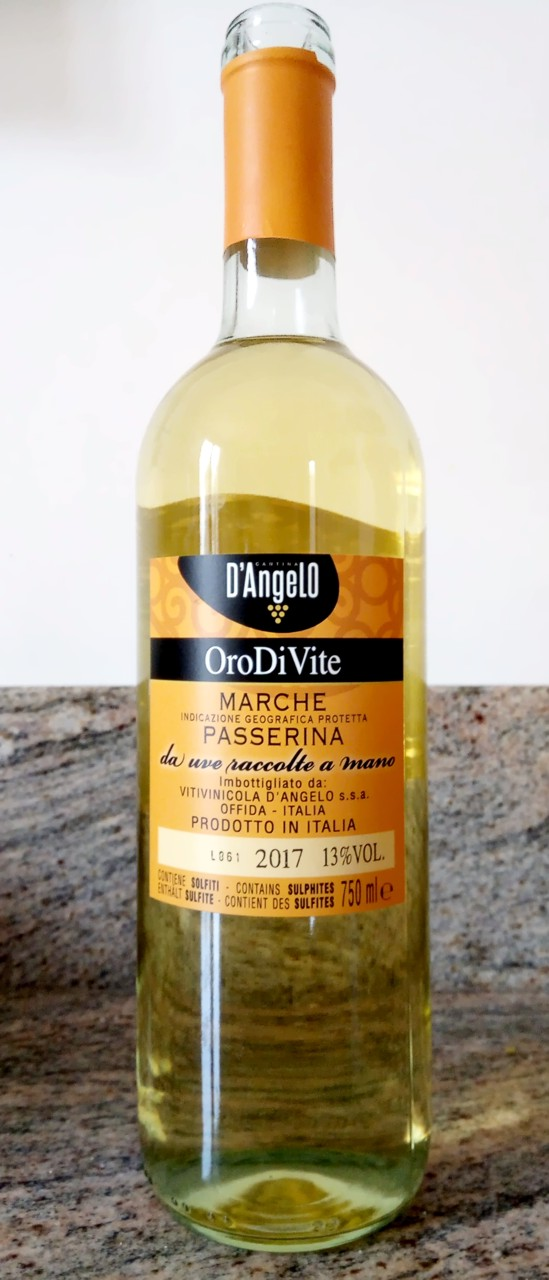
Bottiglia di vite passerina

La foglia è di medie dimensioni, pentagonale o pentalobata; i grappoli sono spargoli di forma conico-piramidale; gli acini, di piccole o medie dimensioni e sferoidali, hanno buccia spessa e ricca di pruina.

## Coltivazione
Tipica delle Marche, è presente anche in Abruzzo. Viene utilizzata in numerosi uvaggi per produrre vini a DOCG, DOC e IGT.